# Lycianthes quichensis
Lycianthes quichensis är en potatisväxtart som först beskrevs av Thomas Coulter och Donn. Sm., och fick sitt nu gällande namn av Friedrich August Georg Bitter. Lycianthes quichensis ingår i Himmelsögonsläktet som ingår i familjen potatisväxter. Inga underarter finns listade i Catalogue of Life.